# Etnobotanik

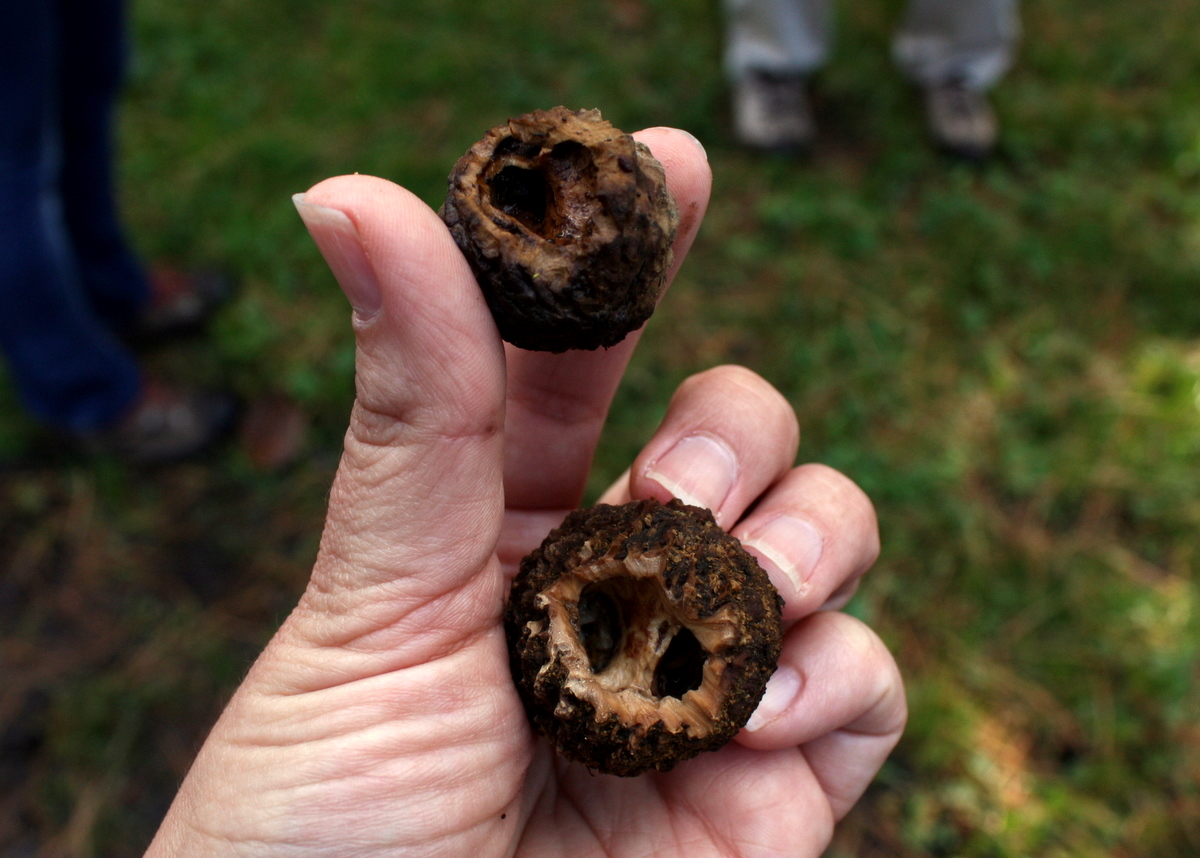
Svarta valnötter vars skal ekorrar lyckats bita sig igenom.

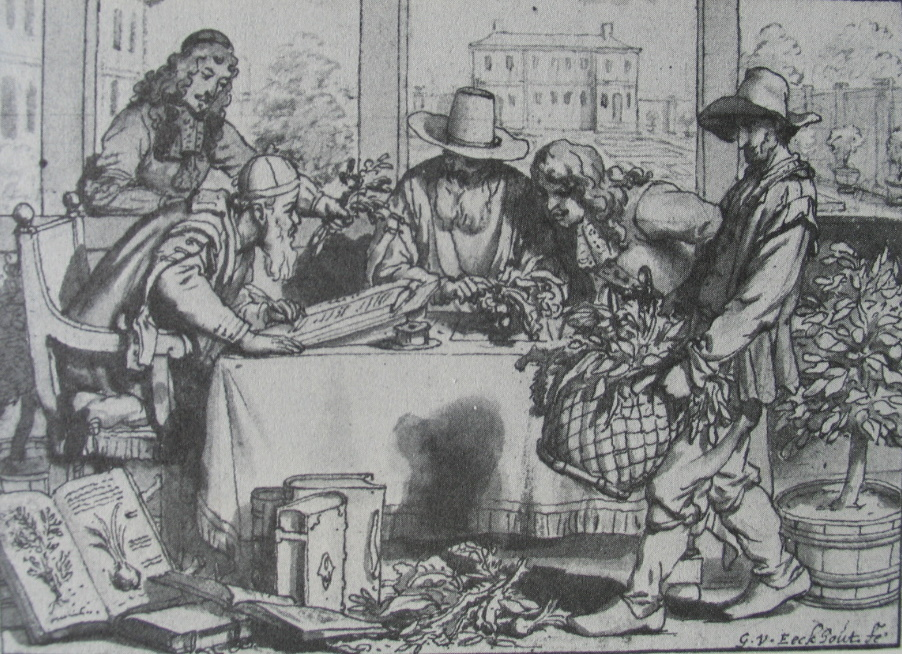
Botaniker i arbete. Teckning av Gerbrand van den Eeckhout från mitten av 1600-talet.

Etnobotanik (från "etnologi" och "botanik") är det vetenskapliga studiet av förhållandet mellan människan och växter. 
Inom etnobotanik studeras hur människan har och kan nyttja växter för olika syften. Bland annat undersöks traditionella kunskaper om växter och hur de möjligen ska kunna brukas idag. Inom etnobotanik belyses kunskap om växters ändamålsenlighet som exempelvis föda, material, läkemedel, njutningsmedel och gifter.